# Nkoteng
Nkoteng est une commune du Cameroun située dans la région du Centre et le département de la Haute-Sanaga.

## Population
Lors du recensement de 2005, la commune comptait 19 797 habitants, dont 17 743 pour la ville de Nkoteng.

## Organisation
Outre Nkoteng et ses quartiers, la commune comprend deux groupements (ouassa-babouté ; nkoteng-village) les villages suivants :
- Avangane ;
- Bakassi - Mendibi ;
- Bankeng ;
- Ebometende ;
- Megangne ;
- Messeng ;
- Meyosso ;
- Mvan ;
- Ndoumba ;
- Nyombo ;
- Ouassa-Baboute ;
- Zilli.